# Hydrurales
Ordre
Les Hydrurales sont un ordre d'algues unicellulaires de la classe des Chrysophycées.

## Liste des familles
Selon AlgaeBase (26 janvier 2022) :
- Hydruraceae Rostafinsky